# Pingasa interrupta
Pingasa interrupta là một loài bướm đêm trong họ Geometridae.